# カット主戦型
カット主戦型（カットしゅせんがた）は、卓球において相手の攻撃（ドライブ 、スマッシュなど）を下回転（バックスピン）で相手に返す、卓球の戦型の中でも独特な戦型である。日本ではカットマンとも呼ばれる。ちなみに、この意味でのカットは和製英語であり、英語では "chop"（チョップ）といい、カットマンを "chopper" （チョッパー）という。カット主戦型は世界的に活躍する選手の中では少数派である。

## 概要
卓球台から離れた位置で、相手の強打に対して強い下回転をかけたボールで対応しながら、好機には一気に前に出て反撃するなど、きわめてダイナミックな戦型である。動作範囲の広いフットワークとねばり強いカットの技術、また、攻めに転じたときのパワーとスピードが要求される。基本的には相手のボールに対し、下回転を中心とする変化を付けて返球し相手のミスを狙う守備中心の戦型で、チャンスボールをスマッシュやドライブで狙う。それゆえ十分な持久力と粘り強さ、卓球のほぼ全ての打法の習得が必要とされる。
基本的に弾みの抑えられたラケットを主に用い、フォア面に裏ソフトラバー（回転がかかるラバー）、バック面にツブ高ラバーを貼るのが主流である。かつてはフォア面の裏ソフトラバーとして、弾みを抑えた守備用ラバーや粘着系のラバーが主流であったが、現在では攻撃用ラバーを使う選手が主流である。中には粘着力が強い中国製のラバーを使用する選手もいる。
現代卓球では、守備力だけではなく、得点する機会をより増やすため、チャンスボールを確実に決められる攻撃力も備えたスタイルをまとめて、カット主戦オールラウンド型と呼ぶこともある。
この戦型はシェークハンドの選手である事が殆どだが、張燮林や佐藤博治の様な片面のペンホルダーの選手も存在していた。
卓球は前陣・中陣・後陣と分けることができるが、カット主戦は主に後陣である。

## カット主戦型の主な選手
| - 松下浩二 - 渋谷浩 - 朱世赫 - 陳衛星 - 塩野真人 - ルーウェン・フィルス - パナギオティス・ギオニス - アダム・パッタンチュース - ビクトリア・パブロビッチ - キム・キョンア | - 朴美英 - 石垣優香 - 王輝 - リー・ジエ - 武揚 - 羽佳純子 | - リ・グンサン - 村松雄斗 - 御内健太郎 - リー・チェン - 佐藤瞳 - ハン・イン - 橋本帆乃香 |

- 徐孝元
- 竹内嘉菜
- 相馬夢乃
- 范瑛
- キム・ソンイ
- リ・ミョンスン
- 劉斐
- 馬特
- 侯英超
- 脇ノ谷直子
- 金裕珍
- 劉松
- ワンヤン
- 英田理志